# Hans Grodotzki
Hans Grodotzki (* 4. dubna 1936, Preußisch Holland, Východní Prusko) je bývalý východoněmecký atlet, běžec, který se věnoval dlouhým tratím.
Největší úspěchy své kariéry zaznamenal v roce 1960 na letních olympijských hrách v Římě, kde vybojoval stříbrné medaile v běhu na 5000 a 10 000 metrů.